# Матіас Сільтанен
Матіас Сільтанен (фін. Matias Siltanen, нар. 29 березня 2007, Куопіо, Фінляндія) — фінський футболіст, центральний півзахисник шведського клубу «Юргорден».

## Початок
Матіас Сільтанен народився у місті Куопіо і займатися футболом почав в молодіжній команді місцевого клубу КуПС. У 2022 році у віці 15 років Сільтанен почав свої виступи в резервній команді КуПС в третьому дивізіоні чемпіонату Фінляндії.
В січні 2023 року футболіст підписав з клубом свій перший професійний контракт на два роки з опцією продовження угоди ще на один рік. 11 лютого 2023 року в матчі Кубка ліги Сільтанен дебютував у першій команді КуПСа. За результатами сезону 2023 року Сільтанен був визнаний кращим молодим гравцем чемпіонату країни.

## КуПС
6 квітня 2024 року Сільтанен провів свою першу гру у вищому дивізіоні чемпіонату Фінляндії. За результатами того сезону півзахисник виграв національний Кубок та став чемпіоном країни, допомігши КуПС вперше в історії зробити дубль. Наприкінці 2024 року Міжнародний центр спортивних досліджень відзначив Сільтанена в списку найвідоміших гравців, віком до 20 років. Згодом футболіст був названий серед 60 найкращих молодих талантів світового футболу за версією Ґардіан. Він став третім фінським гравцем, хто згадувався в цьому списку після Каана Кайрінена та Сергія Єрьоменка. 

## Юргорден
В січні 2025 року ряд європейських клубів були зацікавлені в послугах фінського гравця, серед яких англійські «Манчестер Сіті» та «Борнмут». Сам Сільтанен віддав перевагу шведському «Юргордену», з яким підписав трирічний контракт. 23 лютого у матчі Кубка Швеції Матіас дебютував у новій команді. 29 березня Сільтанен провів першу гру в чемпіонаті Швеції.

## Збірна
З 2022 року Матіас Сільтанен активно виступає в складі юнацьких збірних Фінляндії.

## Особисте життя
Батько Матіаса — Марко Сільтанен в 1990-х роках грав у складі КуПС.

## Титули
КуПС
 Чемпіон Фінляндії: 2024
 Переможець Кубка Фінляндії: 2024